# The Power of Gloria Gaynor
The Power of Gloria Gaynor este al douăsprezecelea album realizat de Gloria Gaynor în 1986.

## Melodii
1. 1."The Eye of the Tiger"
2. 2.The Heat Is On"
3. 3."Feel So Real"
4. 4."The Power of Love"
5. 5."Everybody Wants To Rule The World"
6. 6."What A Wonderful World"
7. 7."Every Breath You Take"
8. 8."Don't You Dare Call It Love"
9. 9."Every Time You Go Away"
10. 10."Broken Wings"
11. 11."Suddenly"
12. 12."Top Shelf"
13. 13."He's Out Of My Life"
14. 14."I Want To Know What Love Is"
15. 15."Greatest Hits Medley - "I Will Survive", "Never Can Say Goodbye", "Reach Out I'll Be There", "I Am What I Am"
16. 16."Don't You Dare Call It Love" (remix)